# Pranab Mukherjee
Pranab Mukherjee (Birbhum, 11 december 1935 - New Delhi, 31 augustus 2020) was een Indiaas politicus. Hij was tussen 25 juli 2012 en 25 juli 2017 de president van India.
Mukherjee heeft diverse politieke ambten bekleed in verschillende regeringen. Hij was minister van Defensie (2004-2006) en minister van Buitenlandse Zaken (1995-1996). In het kabinet van Manmohan Singh was Mukherjee minister van Buitenlandse Zaken (2006-2009) en minister van Financiën (2009-2012). Deze positie had hij al eerder bekleed in de regeringen van Indira Gandhi en Rajiv Gandhi (1982-1984). Van 1980 tot 1985 was hij tevens leider van de meerderheid in de Rajya Sabha (Raad van de staten), het hogerhuis van het parlement van India. In 2012 werd hij verkozen tot president van India. Hij bekleedde dat ambt tot 2017.
Mukherjee is getrouwd in 1957 en heeft twee zoons en een dochter. Op 31 augustus 2020 overleed hij op 84-jarige leeftijd aan de complicaties van COVID-19.
Rajendra Prasad · Sarvepalli Radhakrishnan · Zakir Hussain · Varahagiri Venkata Giri (interim) · Muhammad Hidayat Ullah (interim) · Varahagiri Venkata Giri · Fakhruddin Ali Ahmed · Basappa Danappa Jatti (interim) · Neelam Sanjiva Reddy · Zail Singh · Ramaswamy Venkataraman · Shankar Dayal Sharma · Kocheril Raman Narayanan · Abdul Kalam · Pratibha Patil · Pranab Mukherjee · Ram Nath Kovind · Draupadi Murmu
- Bibsys: 90848976
- Gemeinsame Normdatei: 1015548512
- International Standard Name Identifier: 0000 0001 0897 641X
- Library of Congress Control Number: n84102885
- Nationale Bibliotheek van Letland: 000250211
- Nationale Bibliotheek van Israël: 987007573588405171
- Système universitaire de documentation: 07724513X
- Virtual International Authority File: 48165548
- WorldCat: E39PBJmxTpPpMPkwXjtftwJbh3